# Cryptocellus tarsilae
Cryptocellus tarsilae är en spindeldjursart som beskrevs av Pinto-da-Rocha och Alexandre B. Bonaldo 2007. Cryptocellus tarsilae ingår i släktet Cryptocellus och familjen Ricinoididae. Inga underarter finns listade i Catalogue of Life.